# Dystrykt Khairpur
Dystrykt Khairpur (urdu: خيرپُور) – dystrykt w południowym Pakistanie w prowincji Sindh. W 1998 roku liczył 1 546 587 mieszkańców (z czego 52,4% stanowili mężczyźni) i obejmował 255 261 gospodarstw domowych. Siedzibą administracyjną dystryktu jest Khairpur.